# David Fraser (general)
David Fraser CMM, MSC, MSM, CD, kanadski general, * ?.

## Življenjepis
Novembra 1999 je bil poveljnik 2. bataljona Princess Patricia's Canadian Light Infantry in junija 2005 je postal poveljnik 1. kanadske mehanizirane brigadne skupine. 
Med februarjem in oktobrom 2006 je bil poveljnik Večnacionalne brigade Kabul. Po vrnitvi v Kanado je julija 2007 postal komandant Kolidža Kanadskih oboroženih sil; na tem položaju je bil do julija 2009, ko je postal Projektni direktor in bodoči poveljnik novega Združenega generalštaba Kanadskih oboroženih sil. 

## Napredovanja
- brigadni general: 2005
- generalmajor: junij 2009